# Repo (finance)
Pour les articles homonymes, voir Repo.
 (juin 2017).
Si vous disposez d'ouvrages ou d'articles de référence ou si vous connaissez des sites web de qualité traitant du thème abordé ici, merci de compléter l'article en donnant les références utiles à sa vérifiabilité et en les liant à la section « Notes et références ».
Un repo, contraction usuelle de l'expression sale and repurchase agreement, dont les noms juridiques en français sont pension livrée ou pension de titres, est une forme d'emprunt à court-terme. C'est un instrument financier, proche du prêt sécurisé, qui fonctionne comme un prêt sur gage sophistiqué. Un investisseur vend des titres pour se fournir en liquidité, mais convient avec l'acheteur de les racheter plus tard (par exemple le lendemain). Les titres servent de garantie au prêt.
C'est un instrument financier du marché monétaire que les institutions financières utilisent pour se refinancer et que les institutions disposant de liquidités en excès utilisent comme dépôt sécurisé et rémunéré. Le repo market, c'est donc le segment du marché monétaire qui utilise un tel instrument, et il en est devenu le segment le plus important. Comme les garanties utilisées sont très majoritairement des dettes souveraines, celles-ci sont devenus un actif financier incontournable dans le système financier contemporain.

## Description

### Principe de base
Il s'agit en substance de l'habillage, sous la forme juridique de deux transactions en sens inverse et décalées dans le temps (une cession au comptant suivie d'un rachat au terme de l'opération), du refinancement d'actifs financiers négociables (obligations, BTAN, certificats de dépôt, actions...) à un taux d'intérêt négocié entre les deux parties contractantes, le prêteur des titres et le prêteur du numéraire. Ainsi :
- Au départ, une partie A, souvent le client, cède temporairement des titres qui lui appartiennent auprès d'une partie B en effectuant un transfert réel de propriété. On dit que A « met en pension » ses titres (en anglais : repo) et que B réalise une « prise de/en pension » des titres (en anglais : reverse repo). En échange, B finance A à hauteur du montant nominal des titres.
- À l'échéance, A rachète les titres cédés temporairement en remboursant B du montant du financement accordé, majoré des intérêts et des appels de marge si la valeur des titres, et donc la quantité de financement ou loan to value (LTV), a baissé.

Le prêteur des titres est donc l'emprunteur du numéraire et, en face de lui, sa contrepartie le prêteur d'argent est l'emprunteur des titres.

### Deux objectifs bien différents
Il existe en fait deux segments bien distincts du marché du repo, quoique généralement ils sont dévolus aux mêmes équipes : 
- celui du vrac, où ce qui importe c'est l'opération de refinancement, et donc le taux d'intérêt, non le titre-sous-jacent ;
- celui du spécifique, où l'on cherche à couvrir ponctuellement des positions courtes en tel ou tel titre.

#### Le vrac
Le marché dit du vrac (en anglais : general collateral ou GC), véritable marché monétaire-bis, est de loin le plus important de ces deux segments en termes de montants. Comme il apporte une sécurité accrue par rapport à des dépôts interbancaires classiques, il est en train de supplanter le marché monétaire traditionnel et sa part dans les montants traités augmente chaque année.
Structurellement, on trouve plutôt comme prêteurs de titres sur le marché du repo en vrac les banques d'investissement et les assureurs, cherchant à refinancer leurs positions en titres, et plutôt comme prêteurs d'argent les organismes de gestion collective, notamment pour le compte de leurs OPCVM monétaires.

#### Le spécifique
Le marché dit du spécifique (en anglais : special collateral ou SC) représente, lui, une petite partie des volumes, mais une part considérable des marges dégagées globalement par les repo. Le cadre juridique est généralement le même, bien qu'il existe en France depuis le milieu des années 1990 un contrat type de prêt de titre, qui n'a jamais véritablement réussi à s'imposer.
Plus un titre est demandé, plus bas sont les taux de repo auxquels il se traite. Il peut même s'agir parfois de taux d'intérêt négatifs, pour des titres ponctuellement rares. Le profit des prêteurs de titres viendra du replacement aux taux du marché monétaire de l'argent reçu en garantie.
On trouve, sur ce segment de marché, une quasi-inversion des rôles traditionnels tenus sur le marché du vrac :  les banques d'investissement y cherchent généralement à emprunter des titres, pour assurer la couverture ponctuelle de leurs positions, avec en face d'elles les détenteurs structurels de portefeuilles de placement, c'est-à-dire les assureurs et organismes de gestion collective.

### Flux financiers
Les flux financiers d'un repo conclu à un taux d'intérêt in fine T sont en général les suivants : 
- vente au comptant, avec livraison à une date D1, d'un montant nominal N de titres pour un montant numéraire M1,
- accompagnée d'un engagement de rachat par le cédant, à une date D2, du même nominal, pour un montant M2 correspondant à M1 augmenté des intérêts T du repo :

{\displaystyle M_{2}=M_{1}\left(1+T{\frac {D_{2}-D_{1}}{360}}\right)}

#### Décote(en anglais:haircut)
Plus le crédit du vendeur de titres (= emprunteur du numéraire) est élevé aux yeux de sa contrepartie, et plus M1 pourra être proche de la valeur de marché VM des titres. En revanche, l'application d'une décote (le rapport (VM - M1)/VM)) importante aura pour objectif de limiter le risque de crédit supporté par le prêteur du numéraire. En limitant les capacités de refinancement de l'établissement vendeur des titres, elle aura aussi pour conséquence de diminuer l'importance des risques que celui-ci peut prendre sur les marchés financiers.

#### Appels de marge(en anglais:margin call)
Afin d'assurer la plus grande sécurité des transactions, et en sus de la décote éventuellement appliquée, les titres sont généralement réévalués périodiquement, et des appels de marge en numéraire permettent de réajuster le montant effectivement prêté en fonction des fluctuations du marché.

### Maturités
Certains repos sont conclus pour une durée indéterminée ou pour une durée déterminée pouvant être reconduite tacitement. Une partie peut y mettre fin en prévenant l'autre avec un préavis (généralement 24 ou 48 heures) qui a été convenu initialement. Dans ce cas, le taux du repo est généralement fixé par rapport au taux variable au jour le jour (par exemple EONIA -0,25 %)

## Repo markets
Selon l'ISMA, International Securities Market Association, organisation professionnelle internationale des marchés financiers, l'encours des repos en vie dépassait, fin 2004, 8 000 milliards de dollars américains, essentiellement à très court terme (moins de trois mois). Environ 45 % étaient libellés en dollars et à peine moins l'étaient en euro. Le dernier rapport de l'ICMA (International Capital Market Association issue de la fusion en juillet 2005 de l'ISMA et de l'International Primary Market Association) évalue l'encours du marché européen du repo à 7 761 milliards d'euros en juin 2019.
Au États-Unis marché est organisé principalement autour des securities dealers (qui sont des « teneurs de marché ») et bien souvent également des « primary dealers » de la dette publique US (la dette qui sert de collatéral dans une grande partie des repos). Des experts de la Fed de New-York, Baklanova, Copeland et McCaughrin 2015, décrivent ce marché en détail.

## Cadre juridique
Les cadres juridiques du repo à travers le monde sont influencés par le modèle des États-Unis mais peuvent différer sur certains points particuliers.
Dans la zone euro, le repo a remplacé très rapidement dès 1999 les anciennes formes juridiques nationales de refinancement de titres à la suite d'un ensemble de rapports administratifs et d'un débat entre les différentes autorités politiques en Europe (BCE, banques centrales nationales, BRI, Commission européenne, etc.). Il suit quasi-universellement la convention-cadre mise au point par l'ISMA.
Il y a, par le repo, transfert certes temporaire mais entier de la propriété des titres du prêteur à l'emprunteur de ceux-ci. En particulier, les coupons éventuels tombant pendant le repo restent propriété de l'emprunteur des titres, et il convient donc d'en tenir compte dans le calcul des flux de l'opération.
Le repo a donc toutes les apparences et caractéristiques d'une vente au comptant suivie d'un rachat, sauf le traitement comptable et fiscal qui, lui, est celui d'un prêt/emprunt de numéraire, et qui ignore la partie "titres" de l'opération.
Pour des raisons fiscales, on utilise ainsi parfois dans certains pays une variante appelée en anglais le sell and buyback, soit donc vente avec rachat, qui se matérialise entièrement, elle, par deux transactions au comptant, pour laquelle il existe aussi une convention-cadre de l'ISMA.

### Anciennes formes juridiques françaises
En France, jusqu'à l'adoption des lois définissant la pension livrée sur le modèle anglo-saxon du repo en 1993-1994, les formes juridiques utilisées, faute de mieux, pour le refinancement de titres étaient :
- soit le réméré, c'est-à-dire une vente assortie d'une simple faculté de rachat, et non d'un engagement ferme de rachat ;
- soit, la pension sans livraison.

## Histoire
Les repo markets contemporains sont inspirés du modèle étasunien. On date généralement l'apparition de celui-ci aux années 1950, la stabilisation de ses fondements institutionnels et juridiques aux années 1980 et son adoption en dehors des États-Unis et du dollar aux années 1990 et au début des années 2000.